# Andrômeda XIX
Andrômeda XIX é uma galáxia satélite da Galáxia de Andrômeda e é um membro do Grupo Local, assim como a Via Láctea. Andrômeda XIX é considerada "a mais prolongada galáxia anã conhecida no Grupo Local", e tem sido demonstrado que esta galáxia têm um raio de meia-luz de 1,7 kiloparsec (kpc). Ela foi descoberta pelo telescópio Canadá-França-Havaí e, acredita-se que Andrômeda XIX seja uma galáxia anã.